# Konzervatismus

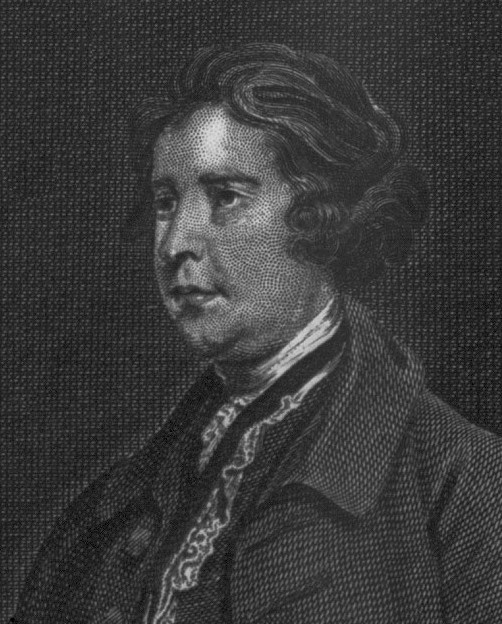
Edmund Burke, zakladatel konzervativního myšlení

Konzervatismus nebo konservativismus (z lat. conservare, uchovávat) je vedle liberalismu a socialismu jednou ze tří hlavních politických ideologií. Během času se termín vyvíjel a získal celou řadu často odlišných, ba i protichůdných významů.
Obecně lze říci, že charakteristikou konzervatismu je otevřená tendence bránit se (rychlým) změnám a podporovat tradiční normy. Těmi mohou v různých kontextech být: řád, autorita, tradice, vlast, rodina, náboženství, soukromé vlastnictví, hierarchizace společnosti a morálka. Podle některých teorií jsou protějškem konzervativců pokrokáři, rovnostáři a revolucionáři.

## Vývoj významu termínu
Počátek užívání termínu se datuje do první poloviny 19. století, často rok 1820, kdy konzervatismus popisoval umírněné francouzské příznivce monarchie. První politická strana s tímto názvem byla britská Konzervativní strana. Její hlavní hodnoty byly monarchie, aristokracie, církev a obrana tradičních uspořádání.
Myšlenky konzervatismu se však u odborné veřejnosti začaly objevovat již v 18. století. Nejznámějším autorem je původem irský politik a myslitel Edmund Burke, který však zasedal v britském parlamentu za stranu Whigů, kteří byli oproti Toryům „liberálnější“. Sám Burke vycházel z děl střídmě liberálního autora Adama Smithe. Své myšlenky popsal v díle z roku 1790 Úvahy o revoluci ve Francii.
V 20. století získal konzervatismus velmi široké uplatnění. Konzervativními jsou nazývány vlády politiky appeasementu z 30. let, frankismus, salazarismus a perónismus z období 30.–70. let, ale také později neostalinisté či neogaullisté. Mimo ně samozřejmě i nadále britská Konzervativní strana apod.
Konzervativce nelze automaticky ztotožňovat s politickou pravicí; zejména německá a rakouská konzervativní politika má tradičně nakročeno do politického středu. Také britští toryové v 18. století se vymezovali jak proti „ničivé svobodě“ whigů, tak i proti ortodoxním proudům. I pro konzervativce byl důležitý důraz na svobodu, kterou však chápali jinak než jejich whigovští konkurenti. Konzervativní antropologie úzce souvisela s antropologií křesťanskou, s vědomím lidské hříšnosti, ale i svobody vůle a mravního konání. Britští konzervativci (Burke, Hume) nedůvěřují velkým racionalistickým systémům a kladou důraz na pozvolnou tradici, empirii a personální integritu.

## Charakteristika
Roger Scruton píše, že konzervativci obhajují kontinuitu společenského vývoje, nebrání se pokroku, ale odmítají revoluce. Dříve chránili monarchii, jako symbol přirozené nadvlády ctnostných a ušlechtilých. Také brání právo na soukromé vlastnictví. Politolog Andrew Heywood vychází z uvědomění si nedokonalosti člověka a za základy konzervatismu považuje dodržování tradic, organickou společnost, hierarchii, přirozenou autoritu a právo na majetek. Dalším znakem je obhajoba stávajícího společenského řádu, která však není nekritická. Konzervativci obhajují jen funkční, léty prověřené funkce a instituce, které mají být zachovány, tudíž nemohou být nahrazeny něčím údajně lepším. Na základě této skepse odmítají utopie. Proto upřednostňují jen malé změny, a to pouze pokud jsou opravdu nutné. Konzervativci oponují socialismu i liberalismu, hlavními body svárů je v případě socialismu otázka soukromého vlastnictví a v případě liberalismu otázka uchování tradičních hodnot. Liberalismus navíc odsuzují pro jeho snahu o individualizaci a chápání majetku jako nástroje ke konzumu. Konzervativci dále zastávají ideu silného státu, ne však všemocného. Obhajují hierarchickou strukturu společnosti a odmítají představu rovnocenné společnosti v otázkách majetku, postavení či váženosti. Dle tohoto smýšlení by občané měli být státu loajální a ten by jim měl zase zajistit existenční jistotu. Stát musí především dbát o stabilitu.
Roger Scruton dále charakterizuje konzervatismus jako „obhajobu sociální ekologie“ a „politiku odloženého účinku, jejímž cílem je zachování života a zdraví společenského organismu na co nejdelší dobu“. Konzervativci věří, že radikální změny a dlouhou praxí neprokázané domněnky nemohou býti zavedeny bez předchozího testování.
Konzervativci preferují hodnoty vyplývající z náboženských, kulturních a národních zkušeností a zvyků. Někteří konzervativci se snaží zachovat ve společnosti status quo nebo prosazovat pozvolné změny, jiní volají po návratu osvědčených pořádků z dřívějška. Konzervativci věří, že nejdůležitějším rysem společnosti jsou hodnoty nedotknutelného, svobodného, důstojného a sebezodpovědného lidského života, v právu vidí nutný nástroj garance těchto svobod. Různí konzervativci zastávají různé podoby konzervatismu či v různé míře kladou odlišný důraz na jednotlivé složky, jejich postoje se také razantně vyvíjely v čase. Je nutné rozlišovat zastánce politické doktríny či ideologie a konzervativního životního stylu nebo názorů.

## Politická filosofie
Z hlediska politické filosofie se klasické konzervativní smýšlení zakládalo na filosofii Thomase Hobbese a teorii Edmunda Burkea. Ve filosofii konzervatismu jde o popření relativismu, a to například v chápání demokracie. Za nutné považují akceptování celého souboru norem demokracie, a to především zvykových, založených na zkušenosti. Například nepřipouštějí myšlenku rovnostářství, jelikož obhajují normu demokracie – vládu většiny. Dále odmítají mechanické pojetí státu a společnosti, a také sociální determinismus. Svévolné sociální a etické změny chápou jako sociologické pokusy, a proto je neschvalují. Základem také je antisocialismus, ve smyslu politické filosofie. Jsou zastánci silného státu (jako autority), avšak se striktně vymezenými a omezenými intervenčními možnostmi. Jsou tedy obhájci státu (tj. proti anarchismu), ale neuznávají jeho rozhodčí roli v otázce etiky ani chování. Vztah občanů ke státu chápou jako nezávislý, tj. občané se přirozeně nespoléhají na pomoc státu. Z toho plyne, že neuznávají sociální stát. Velký důraz kladou na řád a pořádek, který však neslouží k represím, ale jako návod, aby obyvatelé jednali prozíravě. Z výše uvedeného vyplývá, že za důležité normy považují nezávislou svobodu a svobodnou vůli, které však nejsou primárně řízeny touhami a anarchií. Z toho plyne, že nesouhlasí s asociacionistickou psychologií osobnosti.

## Tradice konzervativního myšlení

### Britská
Tento směr se projevuje skepticismem. Původním teoretikem směru byl Edmund Burke, jehož následovali Robert Southey a Samuel Taylor Coleridge. Později se tento směr rozštěpil na křídla zastávající intervencionismus a naopak laissez faire. V 19. století se vytvořilo křídlo paternalistických konzervativců, jejichž hlavním představitelem byl Benjamin Disraeli.
Britský konzervatismus, původně chápaný jako „toryismus“, vznikl v sedmnáctém století během restaurace Stuartovců. Vyvinul se z roajalismu, jehož zastánci hájili vládu králů z milosti Boží. Po Slavné revoluci svůj postoj však pozměnili, kdy nově za původce moci chápali lid. Nově dělili společnost na tři stavy, a to královský, panský a poddanský. Základy konzervativní ideologie položili kněz a teolog Richard Hooker, pragmatik George Savile, markýz z Halifaxu, filosof David Hume a teoretik Edmund Burke, a to i přesto, že žádný z nich nebyl členem strany Toryů. V 30. letech 19. století se strana přejmenovala na Konzervativní stranu a sdružila paternalistické aristokraty s kapitalisty chtějícími volný trh. Postupně se strana stala zastupitelem obchodníků a podnikatelů.

### Francouzská
Nábožensky zaměřený směr obhajující křesťanský řád a morálku v době Velké francouzské revoluce, ale i později. Hlavními zastánci byli Joseph de Maistre a Louis de Bonald. Ve 20. století Charles Maurras vycházel z této tradice při sestavení svého hnutí „Francouzská akce“, které se projevovalo roajalismem, nacionalismem a antisemitismem.
Kontinentální konzervatismus vznikal souběžně s britským, kdy se objevoval především v dílech odpůrců osvícenství. Na rozdíl od britského nepodporoval sekularizaci ve státní správě. Francouzská tradice kladla důraz na nové ideje, jako patriotismus nebo nacionalismus.

### Německá
Směr původně zaměřený na kulturní jednotnost a silný byrokratický stát. Hlavním ideologem byl Georg Wilhelm Friedrich Hegel. Ideologicky vyzdvihuje silná práva církve, aristokracie a tradiční rodiny. Člověk má v prvé řadě jednat ve prospěch státu. Představiteli další generace, která se soustředila na národní pospolitost a zachování kulturních hodnot, byli Justus Möser a Adam Müller.

## Moderní směry konzervatismu

### Proekonomické a decentralistické

#### Fiskální konzervatismus
Fiskální konzervatismus je směr ekonomické filosofie zastávající úspory a šetření státních financí. Často je spojován s ekonomickými postoji, jako jsou volný trh, deregulace a snižování daní. V USA v 19. století fiskální konzervatismus zastávaly Demokraticky-republikánská strana Thomase Jeffersona a později nová Republikánská strana. Toto pojetí však bylo také ovlivněno paleokonzervatismem, který prosazoval hlavně protekcionismus. Ve 20. století byl směr prosazován prezidenty USA Ronaldem Reaganem a Billem Clintonem, ve Spojeném království předsedkyní vlády Margaret Thatcherovou.

#### Libertariánský
Ekonomicky je libertarianismus tržně orientovaný konzervatismus. Konzervativní je tento směr jednak v náhledu na evoluci jako nejstaršího a tedy již prověřeného principu pro oprávněnost obhajoby konkurence a tedy hospodářské soutěže, dále je konzervativní v náhledu na intervencionismus Státu, kdy raději volí umírněnost při zasahování do ekonomiky, až od zasahování úplně upouští.
Politicky se s původními konzervativci v jistých otázkách rozcházejí, jsou zastánci liberalismu. Političtí libertariáni odmítali válku ve Vietnamu či zdanění, naopak zastávali myšlenky privatizace.

### Morálně-náboženské a společenské

#### Neokonzervatismus
Neokonzervatismus se zrodil v 60. letech v USA jako reakce na vzestup nové levice. Vedoucími představiteli byli Irving Kristol a Daniel Bell, kteří se sdružili okolo časopisu The Public Interest. Jde jim hlavně o obranu tradičních hodnot. Kritizují úpadek mravů a vlivu autority. Vycházejí z Burkeho. Mezi další zastánce patří Seymour Martin Lipset, Samuel Huntington či James Q. Wilson.

#### Nový konzervatismus
Je odnoží moderních konzervativců, kteří mají mnoho společného s neokonzervativci. Tento směr se však více soustředí na náboženství a morálku.

### Centralistické a nacionální

#### Kulturní konzervatismus
Kulturní konzervatismus je směr snažící se uchovat kulturní dědictví národa nebo sdílené kultury. V USA termín znamená konzervativní postoj v kulturních válkách, kdy takoví zastánci prosazují uchování tradičních hodnot a uspořádání před progresivními změnami. Toto druhé pojetí je spojeno i s nacionalismem.

#### Zelený konzervatismus
Zelený konzervatismus je označení směru, který slučuje konzervatismus a zelenou politiku. Takovou politiku například prosazoval bývalý britský konzervativní premiér David Cameron, kdy se snažil prosadit větší zpoplatnění užívání automobilů či průmyslového znečišťování. V USA tuto politiku zastával republikán Newt Gingrich.

#### Sociální konzervatismus
Sociální konzervatismus v tradičním slova smyslu označuje směr, který prosazuje právo státu zachovávat společenské status quo. Skrze zákony se snaží uchovat tradiční společenské hodnoty. V druhém významu, který je typický pro kontinentální Evropu, se jedná o postoj současných liberálních konzervativců, kteří podporují rysy sociálního státu.

### Další formy konzervatismu
- Liberální konzervatismus
- Náboženský konzervatismus
- Národní konzervatismus

## Další zastánci konzervatismu
Francie
François René de Chateaubriand a Alexis de Tocqueville (Tocqueville je často řazen i k liberalistům)
Anglie
Christopher Dawson, T. S. Eliot a Roger Scruton
USA
John Adams a Russell Kirk
Německo
Wilhelm von Humboldt a Oswald Spengler

## Konzervatismus v ČR
V České republice lze za významnou konzervativní stranu považovat KDU-ČSL, která prosazuje tradiční hodnoty jako je morálka, vícegenerační rodina či subsidiarita. Později se mezi české konzervativní resp. liberálně konzervativní strany zařadila i TOP 09, která konzervatismus a důraz na tradice ohlásila ústy svého tehdejšího předsedy Karla Schwarzenberga při svém vzniku v červnu 2009. Částečně se k tomuto proudu (přesněji k liberálnímu a sociálnímu konzervatismu) hlásí i ODS, prosazující hodnoty jako stejná práva pro poctivé pracující občany, osobní zodpovědnost, právo na sebeobranu, legální vlastnictví střelných zbraní a sebeobranných prostředků a udržení kulturních tradic České republiky.
Za konzervativní strany se také považují strany a hnutí SPD, PRO, Trikolora, nebo Národní demokracie.[chybí lepší zdroj] Konzervativní hodnoty ve svém programu zastává také Koruna Česká a už svým názvem se k nim hlásí Konzervativní strana. V době bezprostředně porevoluční byla významnou konzervativní silou Křesťanskodemokratická strana (KDS) Václava Bendy, která navazovala na tradice disentu a později se sloučila s ODS, kde její členové podpořili konzervativní proud (Marek Benda, Václav Benda). Znatelný konzervativní étos měla i Občanská demokratická aliance.
Libertarianismus a fiskální konzervatismus v ČR hájí Strana svobodných občanů, vzniklá v roce 2009.
Za konzervativní stranu se také považuje hnutí ANO 2011.

## Americký konzervatismus
Ve Spojených státech je konzervatismus mnohem více liberální než v Evropě a klade větší důraz na svobodu podnikání a v případě neokonzervatismu na mezinárodní iniciativu a morální hodnoty. Americký konzervatismus je tedy obecně spojený s následujícími hodnotami a postoji:[zdroj⁠?!]
- zdůrazňování osobní odpovědnosti,
- obecná opozice vůči velkému státu,
- podpora náboženských a tradičních hodnot,
- redukce sociálních programů na minimum,
- odpor k politice afirmativní akce a sociálního liberalismu,
- národní hrdost.

Klasickému (evropskému) konzervatismu se v USA říká tradicionalismus. V USA se částečně objevují směry jako „růstový konzervatismus“ a „nefalšovaný konzervatismus“ a tzv. paleokonzervatismus, který touží po návratu jižanských agrárních tradic.